# Linia kolejowa Tampere – Seinäjoki
Linia kolejowa Tampere – Seinäjoki (fiń. Tampere–Seinäjoki-rata, czasem też nazywana Parkanon rata ze względu na miasto Parkano, przez które przebiega) – linia kolejowa w Finlandii, łącząca stacje Tampere i Seinäjoki. Ma 160 km długości i jest jednotorowa na odcinku Lielahti – Pohjois-Louko (około 135 km), dwutorowa na reszcie trasy. Limit prędkości dla pociągów osobowych to 200 km/h, a dla towarowych 120 km/h.
Linia Tampere - Seinäjoki powstała by skrócić podróż pomiędzy Tampere a Seinäjoki oraz odciążyć dotychczasowe połączenie przez Haapamäki (linie Tampere – Haapamäki oraz Haapamäki – Seinäjoki). Początkowo miała ona całkowicie omijać Parkano, jednak ze względu na protesty mieszkańców zdecydowano się wybudować tymczasową stację, znajdującą się około 6 km od centrum miasta. Postawione wówczas budynki służą do dziś.
Odcinek z Seinäjoki do Parkano został otwarty 1 stycznia 1970, a Parkano – Lielahti rok później.

## Przebieg
Główne miejscowości, przez które przebiega linia oraz odgałęzienia:
- Tampere
  - Tampere – Riihimäki
  - Tampere – Haapamäki
  - Tampere – Pori
- Ylöjärvi
- Sisättö
- Parkano
  - Kihniö – Parkano – Niinisalo
- Kuivasjärvi
- Louko
- Seinäjoki
  - Seinäjoki – Haapamäki
  - Seinäjoki – Oulu
  - Seinäjoki – Kaskinen